# Katherine Legge

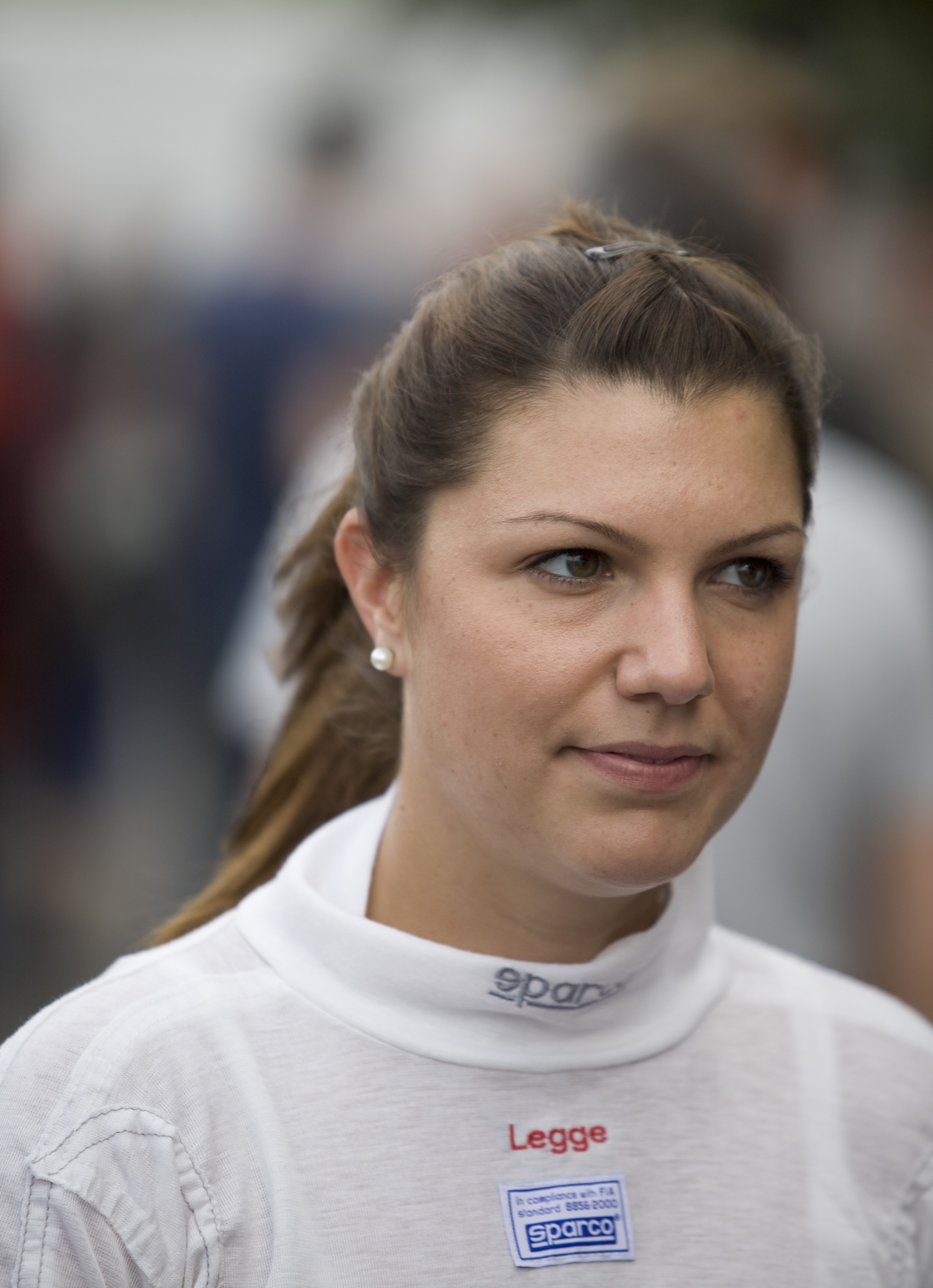
Katherine Legge

Katherine Anne Legge (Guildford, 12 juli 1980) is een Brits autocoureur. Ze was de eerste vrouw die een Toyota Atlantics wedstrijd won, en de eerste vrouw die fulltime in de Champ Car World Series heeft gereden.

## Carrière
Nadat ze net als bijna elk ander coureur in de karts had gereden, ging Legge rijden in de Formule 3, de Formule Renault en de Formule Ford. In 2005 werd ze de eerste vrouw sinds Sarah Fisher in 2002, om een Formule 1 auto te mogen besturen. Ze reed in een Minardi een testsessie op het circuit van Vallelunga, vlak bij Rome. Ook was ze de eerste vrouw om een A1 Grand Prix wagen te mogen besturen. In 2005 reed Legge in de Toyota Atlantics, voor het team van Polestar Motor Racing. Ze won de openingsronde op het stratencircuit van Long Beach, haar debuutrace. Daarmee werd ze de eerste vrouw die een Toyota Atlantics-wedstrijd won. Ze zou als derde eindigen in de eindstand, met in totaal drie overwinningen. Naast haar overwinning in Long Beach, wist ze te winnen in Edmonton en San José.
Na een jaar in de Toyota Atlantics, ging ze in 2006 racen in de Champ Car World Series voor het team van PKV Racing. Tijdens de race op de Milwaukee Mile, werd ze de eerste vrouw die een ronde aan de leiding reed in de serie. Haar beste resultaat dat seizoen behaalde ze eveneens tijdens die race, ze werd zesde. Uiteindelijk werd ze zestiende in de eindstand. In 2007 ging ze rijden voor het team van Dale Coyne. Ze zou vijftiende worden in de eindstand. Haar beste resultaat in dat jaar was opnieuw een zesde plaats, ditmaal behaald op het stratencircuit van Las Vegas, wat de openingsronde van het seizoen was. Na twee jaar in Champ Car te hebben gereden, maakte ze de overstap naar Europa om daar aan het DTM kampioenschap mee te gaan doen. Echter was ze hier een stuk minder succesvol, mede dankzij het feit dat ze met een twee jaar oudere wagen moest rijden. In 2008 waren haar beste resultaten twee vijftiende plaatsen. In 2009 zou ze tweemaal op een twaalfde plaats finishen, en in 2010 zou ze vijfmaal een veertiende plaats behalen. In 2011 zat ze zonder zitje, nadat ze weer terug was gekeerd naar de Verenigde Staten, om te proberen een IndyCar zitje te bemachtigen. Het lukte niet meer om in 2011 achter het stuur van een IndyCar te kruipen. Er werd op 12 januari 2012 bekendgemaakt dat Legge voor het IndyCar seizoen 2012 uit zou komen voor het team van Dragon Racing. Haar teamgenoot wordt de viervoudig Champ Car-kampioen, Sebastién Bourdais.
Op 13 februari 2013 werd bekendgemaakt dat het contract van Katherine Legge bij Dragon Racing was beëindigd. Het raceteam en TrueCar hebben besloten voor seizoen 2013 verder te gaan met een andere coureur, Sebastian Saavedra.
In het seizoen 2014-2015 neemt Legge deel aan het elektrische kampioenschap Formule E. Zij komt uit voor het team Amlin Aguri met António Félix da Costa als teamgenoot.

## Champ Car Resultaten
Champ Car World Series resultaten (aantal gereden races, aantal maal in de top 10 van een race, eindpositie kampioenschap en punten)
| Jaar | Races | 1ste | 2de | 3de | 4de | 5de | 6de | 7de | 8ste | 9de | 10de | Rank | Ptn |
| ---- | ----- | ---- | --- | --- | --- | --- | --- | --- | ---- | --- | ---- | ---- | --- |
| 2006 | 14    | -    | -   | -   | -   | -   | 1   | -   | 2    | 1   | -    | 16   | 133 |
| 2007 | 14    | -    | -   | -   | -   | -   | 1   | -   | -    | -   | 1    | 15   | 108 |